# Солнечная Долина
Со́лнечная Доли́на (до 1945 года Коз, Ко́зы; укр. Сонячна Долина; крымскотат. Qoz, Къоз) — село на юго-востоке Крыма. Входит в городской округ Судак Республики Крым (согласно административно-территориальному делению Украины — Солнечнодолинский сельский совет Судакского горсовета Автономной Республики Крым).

## Население
| 2001 | 2014  |
| ---- | ----- |
| 1431 | ↗1526 |

Всеукраинская перепись 2001 года показала следующее распределение по носителям языка
| Язык             | Процент |
| ---------------- | ------- |
| русский          | 63,52   |
| крымскотатарский | 25,3    |
| украинский       | 8,53    |
| другие           | 0,7     |

### Динамика численности
| - 1805 год — 80 чел. - 1864 год — 428 чел. - 1886 год — 570 чел. - 1889 год — 725 чел. - 1892 год — 700 чел. - 1897 год — 911 чел. - 1902 год — 738 чел. - 1915 год — 720/113 чел. | - 1926 год — 786 чел. - 1939 год — 1898 чел. - 1974 год — 861 чел. - 1989 год — 1567 чел. - 2001 год — 1431 чел. - 2009 год — 1459 чел. - 2014 год — 1526 чел. |

## Современное состояние

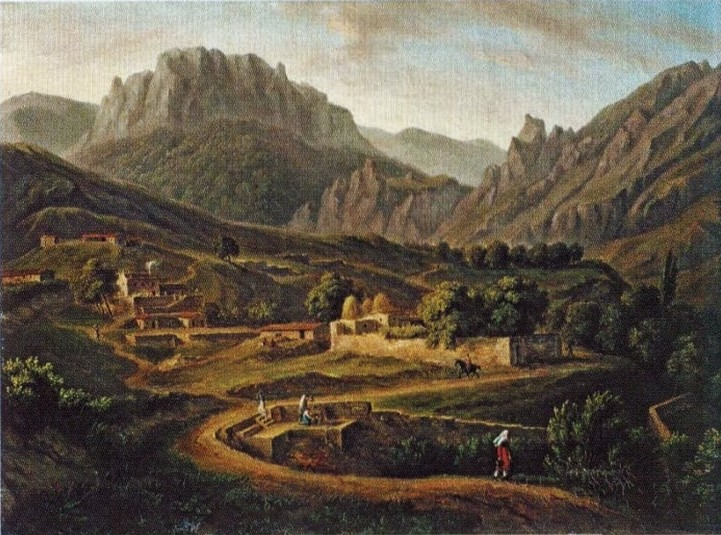
Жан-Кристоф Мивилль. Вид деревни Кусс или Косс в Крыму. 1814 год

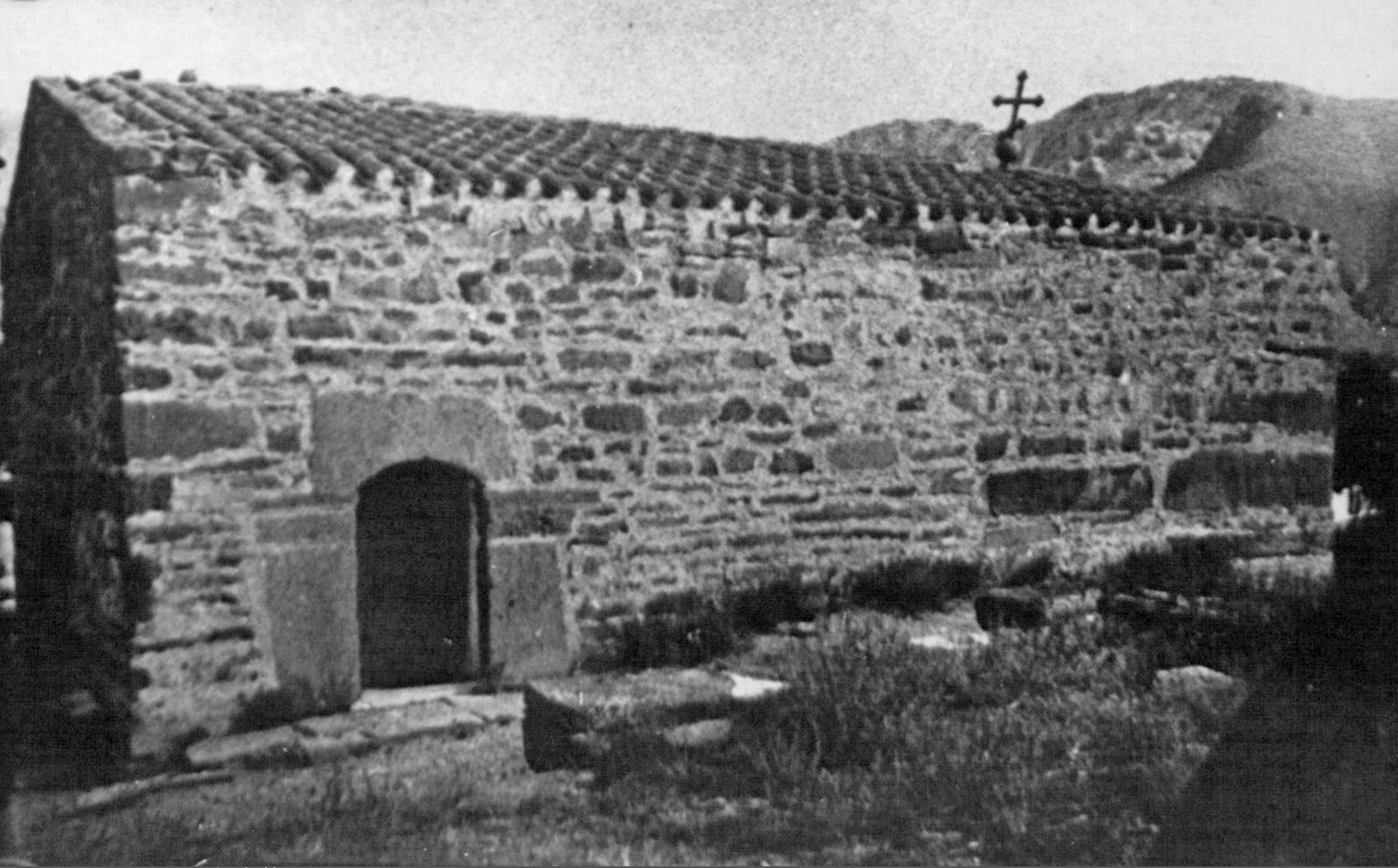
Греческая церковь Св. Ильи, Козы (Солнечная Долина), Крым, 1910 год

На 2018 год в Солнечной Долине числится около 60 улиц и переулков; на 2009 год, по данным сельсовета, село занимало площадь 295,9 гектара на которой, в 562 дворах, проживало 1459 человек. В селе действуют средняя общеобразовательная школа, детский сад «Солнышко», дом культуры, амбулатория общей практики семейной медицины, отделение Почты России, Ильинская церковь, мечеть «Коз джамиси». В селе расположен винзавод, работающий под торговой маркой «Солнечная долина». Гордость местных виноделов — красное десертное вино Чёрный Доктор, при производстве которого используются местные сорта винограда, выращиваемые только здесь, из-за ограниченного количества сырья — объём производства ограничен. В селе действует мечеть «Коз джамиси». Солнечная Долина связана автобусным сообщением с Судаком и соседними населёнными пунктами.

## География
Село расположено у южных отрогов хребта Эчки-Даг, защищающем посёлок от северных ветров, в окружении гор Порсук-Кая, Эльтиген, Токлук-Сырт. Село Солнечная Долина примерно на 3 км удалено от морского побережья, расположено на маловодной горной реке Коз, одноимённой с прежним названием села. Южнее села начинается почти ненаселённая местность, образующая полуостров Меганом. Высота центра села над уровнем моря 95 м. Расстояние до Судака около 15 километров (по шоссе), ближайшая железнодорожная станция — Феодосия — примерно в 42 километрах. Транспортное сообщение осуществляется по региональным автодорогам 35Н-587 от шоссе 35К-005 Алушта — Судак — Феодосия до Прибрежного и 35Н-597 Судак — Миндальное — Солнечная Долина (по украинской классификации — С-0-11505 и С-0-11515).

## История
Oкрестности села изобиловали разнообразными археологическими памятниками — укреплениями, храмами, могильниками. Древнейшие из них относятся к эпохе бронзы (сер. II — нач. I тыс. до н. э.).
Судя по результатам археологических исследований церкви Ильи Пророка, поселение здесь существовало с античных времён — в ту пору побережье входило во владения Византийской империи, а позднее в фему Херсона. К тому времени относят возведённый на месте прежнего современный храм византийского стиля — самый древний из сохранившихся в Крыму, который был построен в IX—XII веках. Главная реликвия храма — мраморная купель IV—V века, сделанная из капители античной колонны, якобы привезенная из Константинополя.
Впервые в доступных источниках Козы встречаются на венецианской карте VIII века.
Во времена генуэзцев деревня лат. cazale Coxii; de Cozo, входила в солдайское консульство, она упоминается в договоре Генуи с Элиас-Беем Солхатским 1381 года, согласно которому, «гористая южная часть Крыма к северо-востоку от Балаклавы», с её поселениями и народом, который суть христиане, полностью переходит во владение Генуэзской республики. В документах упоминаются выходцы из Коз — Сава и Георгио (лат. Sava de Cozo; Georgio de lo Cozo) в течение 1380—1381 года служившие на одной из галей Генуэзской республики. После разгрома Кафы османами в 1475 году Коз включили в Судакский кадылык санджака Кефе (до 1558 года, в 1558—1774 годах — эялета) империи. По налоговым ведомостям за 1542 год виноградарство давало 35 % налоговых поступлений селения. С XVII века на южном побережье Крыма начинает распространяться ислам, при этом селение оставлось греческим, но с годами всё большая часть населения принимала ислам. Документальное упоминание селения встречается в «Османском реестре земельных владений Южного Крыма 1680-х годов», согласно которому Козлар входил в Судакский кадылык эялета Кефе и принадлежал, как зеамет, ханскому катибу (секретарю). Всего в Козларе упомянуто 54 землевладельца, из которых 13 «иноверцев», владевших 2662-мя дёнюмами земли. Известен священник Козской церкви отец Пётр, убитый турками в 1771 году, одинаково почитаемый представителями обеих конфессий. После обретения ханством независимости по Кючук-Кайнарджийскому мирному договору 1774 года «повелительным актом» Шагин-Гирея 1775 года селение было включено в Крымское ханство в состав Сугдакского кадылыка Кефинскаго каймаканства, что зафиксировано и в Камеральном Описании Крыма… 1784 года. В 1778 году все христиане были выселены в Приазовье. По «Ведомости о выведенных из Крыма в Приазовье христианах» А. В. Суворова от 18 сентября 1778 года из деревни Коз выселено 74 грека (38 мужчин и 36 женщин), по другим данным 14 семей (74 человека). В Государственном архиве Крыма хранится ведомость № 11 с описью оставленного выселенными из Коз христианами имущества, всего было переписано 19 хозяев (из которых постоянно проживали в Козах 14 семей: Кефели тул Аврати и Кефели Мугдеси Тодури были жителями Каффы, Яков Имаретли из селения Имарет, место жительства ещё двоих точно не известно) и 45 жилищ. У Илья Манологлу, Никола было по 4 дома, у Янакия, Кокея, Тивалима, Джирджалиса, Парачова и Анастаса — по 3, у Ильи, Спиро и Саррафа — по 2. Семь жителей села владели 41 пахотным участком площадью 34,335 гектара, также за жителями Коз числились 29 сенокосных участков, один запущенный сад и 25 виноградных садов, из которых шесть виноградников принадлежали жителям других селений. В среднем на одного жителя Коз приходилось 2,45 гектара пахотной земли. Наиболее состоятельными жителями были: Илья Манол-оглу — 4 дома, 4,905 гектара пашни, 4 сенокосных места, один виноградник) и Никола — 4 дома, 4,905 гектара пашни, 3 луга, 1 виноградник. Бедным считается Тодур, имевший дом, 2 луга и 2 виноградника.

После присоединения Крыма к России (8) 19 апреля 1783 года, (8) 19 февраля 1784 года, именным указом Екатерины II сенату, на территории бывшего Крымского Ханства была образована Таврическая область и деревня была приписана к Левкопольскому, а после ликвидации в 1787 году Левкопольского — к Феодосийскому уезду Таврической области. С началом Русско-турецкой войной 1787—1791 годов, в феврале 1788 года производилось выселение крымских татар из прибрежных селений во внутренние районы полуострова, в том числе и из Коз. В конце войны, 14 августа 1791 года всем было разрешено вернуться на место прежнего жительства. В труде Петра Симона Палласа «Наблюдения, сделанные во время путешествия по южным наместничествам Русского государства в 1793—1794 годах» так описывается селение 
Население долины Кооза еще и ныне довольно значительно. До выселения здесь было много греков, занимавшихся культурой винограда, и еще видны их разрушившиеся дома. В деревне есть и греческая церковь на высоте, разделяющей верховья долин, так же как и красивая мечеть с восьмиугольной башней, или минаретом, хорошо построенным из кирпича. Прежде были в деревне и несколько хороших фонтанов, из них некоторые ныне пересохли. Постройки жителям их домов и оград виноградников обкладываются штучным камнем, в изобилии добываемом в соседних горах… Здесь виноград вызревает ранее [чем в Судакской долине] и дает сусло, более крепкое и сладкое; несмотря на то, вино в Коозе уступает судагскому в отношении тонкости вкуса и продолжительности сохранения….
 После Павловских реформ, с 1796 по 1802 год, входила в Акмечетский уезд Новороссийской губернии. По новому административному делению, после создания 8 (20) октября 1802 года Таврической губернии, Коз был включён в состав Кокташской волости Феодосийского уезда. В 1804 году, по указу Александра I 1802 года, было открыто Судакское училище виноделия и виноградарства.
По Ведомости о числе селений, названиях оных, в них дворов… состоящих в Феодосийском уезде от 14 октября 1805 года, в деревне Коз числилось 15 дворов и 80 жителей, исключительно крымских татар. На военно-топографической карте генерал-майора Мухина 1817 года деревня Коз обозначена с 23 дворами. После реформы волостного деления 1829 года Коз, согласно «Ведомости о казённых волостях Таврической губернии 1829 года» остался в составе Кокташской волости. На карте 1836 года в деревне 68 дворов, как и на карте 1842 года.
В 1860-х годах, после земской реформы Александра II, деревню приписали к Таракташской волости. Согласно «Списку населённых мест Таврической губернии по сведениям 1864 года», составленному по результатам VIII ревизии 1864 года, Коз (Козы) — владельческая и общинная татарская деревня с 83 дворами, 428 жителями, православной церковью и мечетью при ручье Касане. По обследованиям профессора А. Н. Козловского начала 1860-х годов, селение «…изобилуют родники прекрасной пресной воды». На трёхверстовой карте Шуберта 1865—1876 года в деревне Коз обозначено всего 40 дворов. На 1886 год в деревне, согласно справочнику «Волости и важнѣйшія селенія Европейской Россіи», проживало 570 человека в 99 домохозяйствах, действовали мечеть и лавка. В «Памятной книге Таврической губернии 1889 года» по результатам Х ревизии 1887 года Козы записаны с 243 дворами и 725 жителями, а на верстовке Крыма 1889 года — 117 дворов с татарским населением
После земской реформы 1890-х годов деревня осталась в составе преобразованной Таракташской волости. По «…Памятной книжке Таврической губернии на 1892 год» в Козах, составлявших Козское сельское общество, числилось 700 жителей в 117 домохозяйствах. Всероссийская перепись 1897 года зафиксировала в деревне 911 жителей, из которых 864 мусульманина (крымских татар), 484 мужчины и 427 женщин. По «…Памятной книжке Таврической губернии на 1902 год» в деревне Козы, составлявшей Козское сельское общество, числилось 738 жителей в 152 домохозяйствах. В 1904 году в Козах была восстановлена церковь и возобновлены богослужения. По Статистическому справочнику Таврической губернии. Ч.II-я. Статистический очерк, выпуск пятый Феодосийский уезд, 1915 год, в деревне Козы Таракташской волости Феодосийского уезда числилось 154 двора (145 дворов с землёй, 9 — безземельные) с татарским населением в количестве 720 человек приписных жителей и 113 «посторонних», из которых 438 мужчин и 395 женщин. Жители владели 110 десятинами удобной земли. В хозяйствах имелось 62 лошади, 150 волов, 89 коров и 2100 голов овец, свиней, или коз. Согласно списку 1915 года «…русских подданных из австрийских, венгерских или германских выходцев» землевладельцев, опубликованном в газете «Таврические губернские ведомости» в апреле 1915 года, при деревне Козы значатся Альбрехт Симон Генрихович, владевший 2 десятинами земли, Зейферд Вильгельм Фридрихович — 2 десятинами пустопорожней земли и 3/4 десятинами сада и Люстих Осип Осипович — 5 десятинами 1316 квадратными саженями виноградного сада и усадьбой.

После установления в Крыму Советской власти, по постановлению Крымревкома от 8 января 1921 года была упразднена волостная система и село включили в состав вновь созданного Судакского района Феодосийского уезда,, а в 1922 году уезды получили название округов. 11 октября 1923 года, согласно постановлению ВЦИК, в административное деление Крымской АССР были внесены изменения, в результате которых округа ликвидировались и Судакский район стал самостоятельной административной единицей. Согласно Списку населённых пунктов Крымской АССР по Всесоюзной переписи 17 декабря 1926 года, в селе Козы, центре Козского сельсовета Судакского района, числилось 215 дворов, из них 210 крестьянских, население составляло 786 человек. В национальном отношении учтено 677 татар, 65 украинцев, 22 русских, 10 греков, 3 белорусса, 1 чех, 4 записаны в графе «прочие», действовала татарская школа. В путеводителе 1929 года «Крым» так описано село 
Это горная татарская деревня, еще сохранившая в значительной степени своеобразный первобытный стиль, с плоскими глиняными кровлями и старинной мечетью.
 По данным всесоюзной переписи населения 1939 года в селе проживало 1898 человек.
В 1944 году, после освобождения Крыма от фашистов, согласно Постановлению ГКО № 5859 от 11 мая 1944 года, 18 мая крымские татары были депортированы в Среднюю Азию. На май того года подлежало выселению 834 человека крымских татар. 12 августа 1944 года было принято постановление № ГОКО-6372с «О переселении колхозников в районы Крыма» и в сентябре 1944 года в район приехали первые новоселы (2469 семей) из Ставропольского и Краснодарского краёв, а в начале 1950-х годов последовала вторая волна переселенцев из различных областей Украины. Указом Президиума Верховного Совета РСФСР от 21 августа 1945 года Козы были переименованы в Лагерное и Козский сельсовет — в Лагерновский. С 25 июня 1946 года Лагерное в составе Крымской области РСФСР, а 26 апреля 1954 года Крымская область была передана из состава РСФСР в состав УССР. В период с 1960 по 1968 годы Лагерное переименовано в Солнечную Долину. Указом Президиума Верховного Совета УССР «Об укрупнении сельских районов Крымской области», от 30 декабря 1962 года Судакский район был упразднён и село включили в состав Алуштинского района. 1 января 1965 года, указом Президиума ВС УССР «О внесении изменений в административное районирование УССР — по Крымской области» Солнечная Долина предана в состав Феодосийского горсовета. На 1974 год в Солнечной Долине числился 861 житель. В 1979 году был воссоздан Судакский район и село передали в его состав. По данным переписи 1989 года в селе проживало 1567 человек. С 12 февраля 1991 года село в восстановленной Крымской АССР. Постановлением Верховного Совета Автономной Республики Крым от 9 июля 1991 года Судакский район был ликвидирован, создан Судакский горсовет, которому переподчинили село. 26 февраля 1992 года Крымская АССР переименована в Автономную Республику Крым. С 21 марта 2014 года в составе Крыма аннексирована Россией, с 5 июня 2014 года в Городском округе Судак.